# NGC 1726
NGC 1726 ist eine linsenförmige Galaxie vom Hubble-Typ S0 im Sternbild Eridanus am Südsternhimmel. Sie ist schätzungsweise 171 Millionen Lichtjahre von der Milchstraße entfernt und hat einen Durchmesser von etwa 90.000 Lichtjahren.
Im selben Himmelsareal befinden sich u. a. die Galaxien NGC 1720, NGC 1752, IC 398.
Das Objekt wurde am 8. Januar 1831 von John Herschel entdeckt.